# Senate Seeiso, Princesa do Lesoto
Senate Mary Mohato Seeiso (nascida em 7 de outubro de 2001) é a filha mais velha do rei Letsie III do Lesoto e sua esposa rainha Masenate Mohato Seeiso.
A princesa Senate nasceu em Maseru, a capital do Lesoto. A actual legislação que regula a linha de sucessão ao trono impede as mulheres de sucederem ao trono, embora tenha havido apoio no Lesoto para uma mudança nas regras. Até agora não se verificaram alterações com o nascimento do seu irmão Lerotholi do Lesoto em 2007, o que significa que ele é o herdeiro do trono.
A princesa Senate é a patrona da organização não-governamental "Coaligação dos Direitos da Criança", que trabalha para acompanhar e implementar a "Convenção sobre os Direitos da Criança no Lesoto.